# Megachile niveicauda
Megachile niveicauda är en biart som beskrevs av Cockerell 1931. Megachile niveicauda ingår i släktet tapetserarbin, och familjen buksamlarbin. Inga underarter finns listade i Catalogue of Life.